# Асхат Ашрапов
Асхат Тазетдинович Ашрапов (каз. Асхат Тазетдинұлы Ашрапов; 15 квітня 1931, с. Кіяуково, Башкирська АРСР — 19 квітня 2008, Автономна Республіка Крим) — казахський кінематографіст, режисер і оператор. Заслужений митець Казахської РСР (1979).

## Біографія
У 1955 закінчив кінооператорський факультет ВДІКу (майстерня Едуарда Тіссе та Олександра Гальперіна). З 1955 працював оператором-постановником на студії «Казахфільм».
У 1991 році брав участь у створенні кіностудії «Башкортостан». У 1990-ті був директором кінофонду Спілки кінематографістів Казахстану та оргсекретарем цієї спілки, директором кіностудій «Едельвейс» і «Альянс».

## Сім'я
- Дружина — Лідія Абдукаримова, акторка кіно;
- Дочка;
- Син — Тимур, кліпмейкер.

## Вибрана фільмографія
| Рік  | Назва                           | Примітки          |
| ---- | ------------------------------- | ----------------- |
| 1955 | «Мати і син»                    | оператор          |
| 1963 | «Сказ про матір»                | оператор          |
| 1967 | «Чинара на скелі»               | оператор          |
| 1967 | «За нами Москва»                | оператор          |
| 1970 | «Кінець отамана»                | оператор          |
| 1971 | «Киз-Жибек»                     | оператор          |
| 1973 | «Там, де гори білі»             | режисер, оператор |
| 1975 | «Бережи свою зірку»             | оператор          |
| 1976 | «Зустрічі на Медео»             | режисер, оператор |
| 1978 | «Кров і піт»                    | оператор          |
| 1979 | «Срібний ріг Ала-Тау»           | оператор          |
| 1980 | «Ми — дорослі»                  | оператор          |
| 1984 | «Бійся, вороже, дев'ятого сина» | оператор          |
| 1986 | «Турксиб»                       | оператор          |
| 1986 | «На перевалі»                   | оператор          |
| 1990 | «Вовча зграя»                   | режиссёр          |

## Нагороди
- Заслужений митець Казахської РСР (1979)[2];
- Орден Трудового Червоного Прапора;
- Інші медалі.